# Абрамов, Яков Васильевич
Я́ков Васи́льевич Абра́мов (21 октября [2 ноября] 1858, Ставрополь-Кавказский — 18 сентября [1 октября] 1906, Ставрополь-Кавказский) — русский публицист, литературный критик и журналист, общественный деятель, исследователь народной жизни; автор рассказов и очерков о судьбах крестьян в пореформенной деревне и жизни обитателей городских окраин.

## Биография
Родился в Ставрополе-Кавказском, в мещанской семье. Первоначальное образование получил под руководством отца. Затем поступил в Ставропольскую мужскую классическую гимназию, но из шестого класса, вследствие неприятностей с гимназическим начальством, перешёл в Кавказскую духовную семинарию и, по окончании в ней курса «общеобразовательных наук», поступил в 1877 году в Петербургскую медико-хирургическую академию, которую в 1878 году был вынужден оставить в связи «с привлечением по делу о распространении книг преступного содержания» и по объявлении Высочайшего выговора был выслан из столицы — Санкт-Петербурга — на родину. В декабре 1880 года вернулся в Петербург, и с тех пор началась журнальная деятельность писателя (в газеты он писал корреспонденции, ещё будучи в гимназии). Первым его произведением был этнографический рассказ «Среди сектантов», напечатанный в «Слове» в 1881 году под псевдонимом Федосеевец. В том же журнале появился следующий рассказ его «Мещанский мыслитель» (1881 год, № 4).
Через Г. И. Успенского познакомился с Г. З. Елисеевым и Н. К. Михайловским. С 80-х годов XIX века был неутомимым и плодовитейшим сотрудником многих журналов и газет, как столичных, так и провинциальных. В 1881—1884 годах постоянный сотрудник «Отечественных записок», то есть вплоть до их закрытия, автор многих статей о сектантах, других рассказов и статей. После закрытия «Отечественных записок» Абрамов поступил в июне 1884 года на работу в статистическое бюро Санкт-Петербургской земской управы и по поручению его составил статистическое описание Шлиссельбургского и Петербургского уездов, занявшее 3 тома (2 тома вышли в 1884 году, третий появился осенью 1886 года).
С 1882 года он стал также сотрудничать в «Устоях» (где был одним из участников издательской артели этого журнала) и «Деле».
С 1885 года работал сотрудником «Северного вестника», где в 1888—1889 годах вёл отдел «Из провинциальной печати» и занимался разбором вновь выходящих книг по земской жизни России, а также по этнографии и географии. Постепенно отходил от публицистики, всё больше и больше внимания уделяя вопросам народного просвещения и образования.
С июля 1885 года Абрамов принимал также постоянное участие в «Неделе», составляя для каждого номера передовые и отдельные статьи по внутренним и научным вопросам. Сверх этого публицист поместил ещё ряд статей в «Русском курьере», «Московском телеграфе», «Тереке», «Тифлисском вестнике», «Новом обозрении», «Экономическом журнале» и приготовил много объёмистых статей для издаваемой товариществом Вольф «Живописной России».
Им написана одна из первых биографий Всеволода Гаршина, опубликованная в 1889 году в сборнике «Памяти В. М. Гаршина».
С мая 1890 года жил в Ставрополе. Был гласным Ставропольской городской думы. Работал юристом и торговым агентом. Печатался в газете «Северный Кавказ», «Приазовский край», в журнале «Новое слово» и других периодических изданиях. Издавал популярно-просветительские книги («Популярная юридическая библиотека», «Новейшие успехи знания»), опубликовал также ряд биографий — Х. Колумба, Б. Франклина, М. Фарадея, И. Песталоцци и других в сериях «Жизнь замечательных людей» и «Популярная библиотека» Ф. Ф. Павленкова.
Скончался после тяжёлой болезни 18 сентября (1 октября по новому стилю) 1906 года в родном городе (согласно записи в «Метрической книге Ставропольской духовной консистории по причту Софийской церкви города Ставрополя на 1906 год», причиной смерти стал цирроз печени). Похоронен 20 сентября на Варваринском кладбище в Ставрополе, могила утрачена.

## Память
В марте 1909 года жители города Ставрополя выступили с ходатайством об увековечении памяти Абрамова. Инициативу горожан поддержали местные власти, создав в том же году специальную «комиссию для разработки способов увековечения памяти бывшего гласного Ставропольской городской думы Я. В. Абрамова». На заседаниях городской управы и городской думы в частности рассматривались предложения назвать его именем сельскохозяйственный отдел городского музея, Ниже-Слободское городское уездное училище и бесплатную библиотеку при нём, а также учредить «стипендию в память Я. В. Абрамова» для учащихся 3-й женской гимназии. В 1909 году в Ставрополе открылась библиотека имени Якова Абрамова, в 1917 году в честь него были названы новые бесплатные ясли для детей из бедных семей.
С 2008 года в Ставрополе ежегодно проводятся научные Абрамовские чтения, учредителями и организаторами которых являются министерство культуры Ставропольского края, Северо-Кавказский федеральный университет и Ставропольская краевая универсальная научная библиотека.

## Анализ творчества
Литературною своею деятельностью Абрамов примыкал к той части русской интеллигенции, которая, отодвигая на второй план вопросы общественно-политические, считала основною задачею современной им государственной жизни России — энергичную работу на помощь народу. Но не только экономические потребности русского простолюдина занимали публициста. Как можно видеть из перечня его статей, половина их посвящена расколу. В русских раскольниках, в особенности в последователях рационалистических сект, Абрамов видел людей «ищущих правды», людей богатых, правда, несколько болезненным идеализмом, но который, при мягком к нему отношении, не будет весь уходить в мистицизм и фанатизм, а, напротив, вольёт в народный организм струю бодрого, деятельного и творческого настроения.
Помимо раскола и земской, в широком смысле этого слова, жизни России, Абрамов интересовался также делами своей родины — Кавказа, относительно которого проводит взгляд, что внутренняя жизнь многочисленных горских народов должна быть регулируема не по одному общему административному шаблону, а сообразно индивидуальным особенностям каждого из этих народов. По мнению Абрамова, именно при такой постановке дела русская государственная власть, отнюдь не теряя в своём престиже и верховном главенстве, даст наиболее полезный для России исход богатым природным силам Кавказской окраины.

## «Абрамовщина»
В середине 1880-х годов Абрамов начал деятельную работу в «Неделе» и стал одним из главных выразителей течения, которое часто называлось «абрамовщиной» — по его имени. Общественные надежды, разбуженные реформами 1860-х годов, оказались не соответствующими ожиданиям, прогрессивные умы уже не надеялись на их осуществление. Теория «непротивления злу» Льва Толстого становилась всё более популярной в обществе. Теория же Абрамова, «теория малых дел», противопоставлялась теории больших дел, революционных свершений. Он призывал к народничеству, к сосредоточению внимания и энергии на «малых делах», на «тихой культурной работе»: идти в «народ», в земские врачи, учительствовать и т. п. Учение это стало пользоваться успехом. Радикальные же элементы, например, писавшие на страницах «Русской мысли», продолжали активно воевать с «Неделей» и приверженцами Абрамова.
В начале 1890-х ситуация снова изменилась, общество опять склонилось к коренным изменениям в России, и «теория малых дел» начала терять популярность.